# Porrocaecum
Porrocaecum ist eine Gattung der Spulwürmer mit 55 Arten. die bei Vögeln parasitieren. Tiermedizinisch am bedeutendsten ist Porrocaecum crassum als Dünndarmparasit bei Hausenten.

## Merkmale
Im Gegensatz zu Toxocara sind sowohl Zwischenlippen (Interlabia) als auch ein Blinddarm ausgebildet. Der Vorderrand aller drei Lippen trägt an der Innenseite eine gezackte Leiste. Der Ösophagus hat eine voluminöse Enderweiterung (Ventriculus), die kugelähnlich bis länglich ist. Der Blinddarm ist genauso breit oder breiter als der Ösophagus.

## Systematik
Das Interim Register of Marine and Nonmarine Genera listet folgende Arten:
- Porrocaecum accipiteri Gupta & Kumar, 1977
- Porrocaecum anabasi Lakshmi & Ramulu, 2005
- Porrocaecum angusticolle Molin, 1860
- Porrocaecum ardeae Frolich, 1812
- Porrocaecum ardease
- Porrocaecum assymetricum Ortlepp, 1932
- Porrocaecum azarasi Yamaguti & Arima, 1942
- Porrocaecum bengalensis Lakshmi, Rao & Shyamasundari, 1987
- Porrocaecum brevispiculum Webster, 1943
- Porrocaecum caballeroi Deloya, 1973
- Porrocaecum cavium Walton, 1927
- Porrocaecum cephaloscyllii Yamaguti, 1941
- Porrocaecum circinum Johnston & Mawson, 1941
- Porrocaecum crassum (Deslongchamps, 1824)
- Porrocaecum dasyatum Rajyalakshmi & Vijaya-Lakshmi, 1995
- Porrocaecum decipiens (Krabbe, 1878)
- Porrocaecum depressum Zeder, 1800
- Porrocaecum draschei Stossich, 1896
- Porrocaecum ensicaudatum (Zeder, 1800)
- Porrocaecum eperlani Linstow, 1879
- Porrocaecum flammei Karokhin, 1946
- Porrocaecum galeocerdonis Thwaite, 1927
- Porrocaecum godavarensis Rajyalakshmi, 1995
- Porrocaecum gypsei (Naidu, 1981)
- Porrocaecum heteropterum Diesing, 1851
- Porrocaecum huanglongensis Jian in Jian-Shica, 1989
- Porrocaecum inconstantia Jairajpuri & Siddiqi, 1970
- Porrocaecum indica (Gupta & Jaiswal, 1987)
- Porrocaecum jairajpurii (Gupta & Jaiswal, 1989)
- Porrocaecum jardimfreirei Fortes, 1981
- Porrocaecum longispiculum Lakshmi, Rao & Shyamasundari, 1987
- Porrocaecum muraenesoxi Rajyalakshmi, 1992
- Porrocaecum nigeri Rajyalakshmi, 1995
- Porrocaecum paivai Silva Motta & Gomes, 1968
- Porrocaecum pastinacae Rudolphi, 1819
- Porrocaecum pentkotai Srivastava & Gupta, 1978
- Porrocaecum phalacrocoracis Yamaguti, 1941
- Porrocaecum praelongum Dujardin, 1945
- Porrocaecum reticulatum Linstow, 1899
- Porrocaecum ruberum Bilqees, Khanum & Jehan, 1971
- Porrocaecum semiteres Zeder, 1800
- Porrocaecum spathulespiculum Ortlepp, 1938
- Porrocaecum sphyrnai Rajya Lakshmi, Hanumantha Rao & Shyamasundari, 1989
- Porrocaecum spinigerum Rajya-Lakshmi, Hanumantha-Rao & Shyamasundari, 1986
- Porrocaecum spirale Rudolphi, 1795
- Porrocaecum streperae
- Porrocaecum sulcatum (Rudolphi, 1819)
- Porrocaecum talpae Schrank, 1788
- Porrocaecum tigrinii Rajyalakshmi, 1992
- Porrocaecum trichuriforme Mawson, 1956
- Porrocaecum wallagus Rajyalakshmi & Shyamasundari, 1993
- Porrocaecum wui Hsu, 1933